# Дуколи, Маффеи Джованни
Маффеи Джованни Дуколи (итал. Maffeo Giovanni Ducoli; 7 ноября 1918 года, Сан-Мауро-ди-Салине, Верона, Венеция, Италия — 28 августа 2012 года, Неграр, Верона, Венеция, Италия) — итальянский религиозный деятель, епископ Римско-католической церкви.

## Церковная деятельность
30 мая 1942 года рукоположен в священники в Вероне.
22 апреля 1967 года назначен вспомогательным епископом Вероны и титулярным епископом Фидене. 14 мая 1967 года рукоположен в епископы.
7 октября 1975 года назначен епископом Беллуно-Фельтре. Занимал этот пост до 2 февраля 1996 года.
Умер 28 августа 2012 года. Похороны прошли под руководством президента Епископской конференции Тривенето, Патриарха Венеции Франческо Моралья, в базилике Святой Анастасии в Вероне. Он похоронен в церкви Сан-Маурицио в Брешии.

## Награды
- Кавалер Большого креста ордена «За заслуги перед Итальянской Республикой» (27 декабря 2007 года)[3].
- Великий офицер ордена «За заслуги перед Итальянской Республикой» (2 июня 1981 года)[4].